# Conservative Political Action Conference

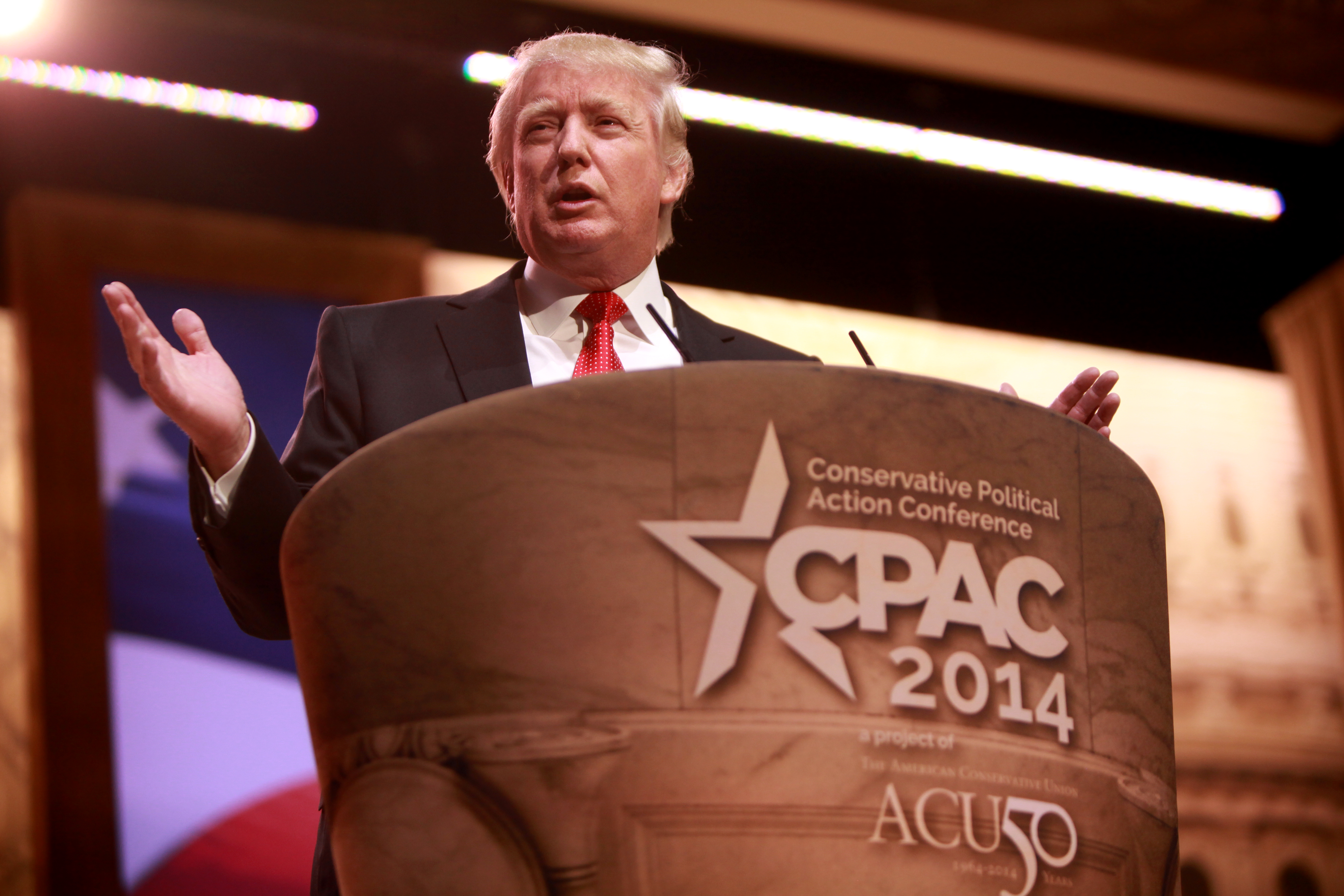
Donald Trump håller tal vid CPAC 2014.

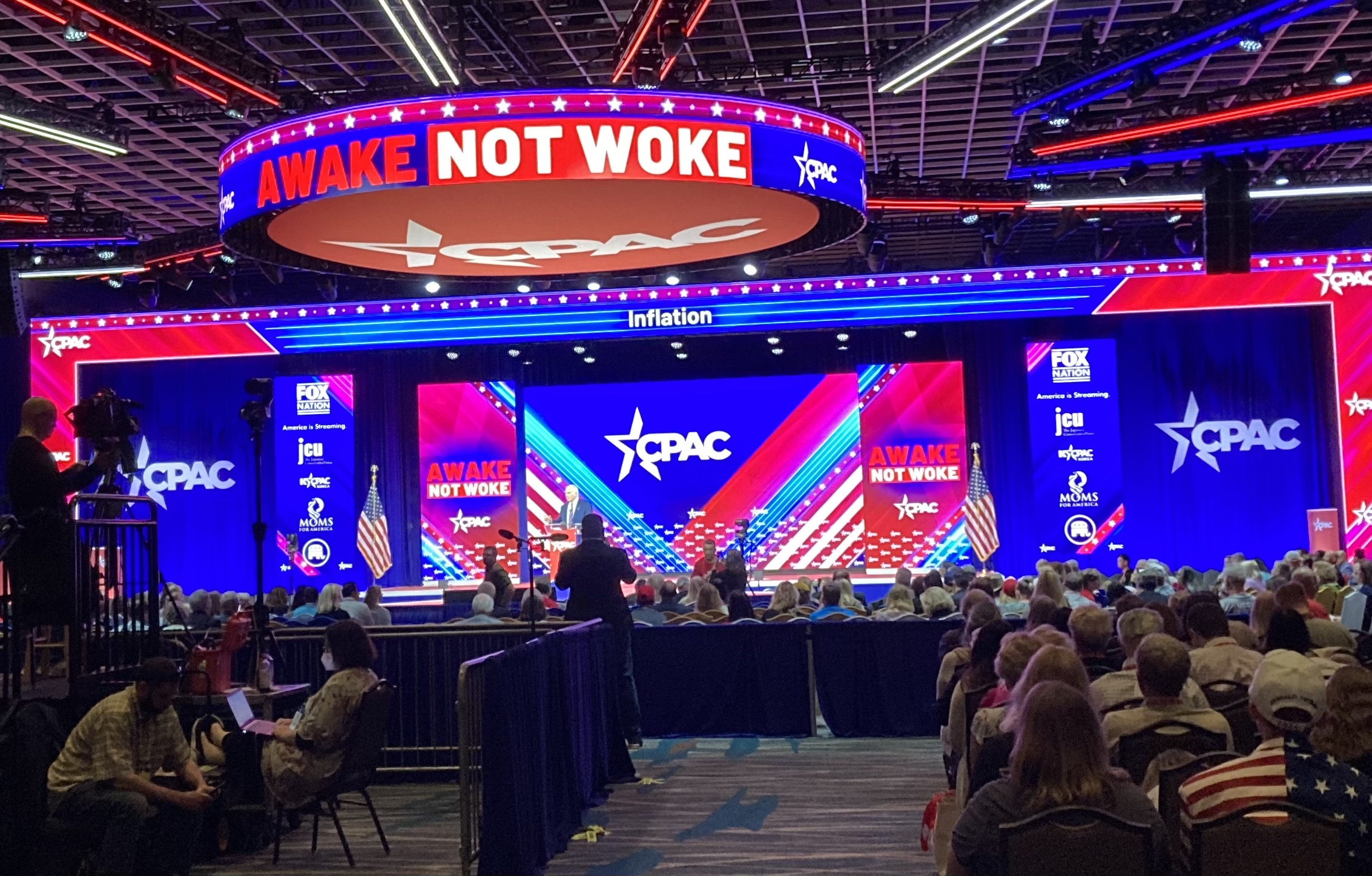
CPAC Florida 2022

Conservative Political Action Conference (CPAC) är en årlig politisk konferens för konservativa i USA. Konferensen organiseras av American Conservative Union (ACU). Evenemanget grundades 1973 och hölls därefter för första gången i mars 1974. Bland kända namn som har talat vid konferensen kan nämnas de republikanska presidenterna Ronald Reagan och Donald Trump, som talat vid konferensen såväl innan de blev valda presidenter som under sin mandatperiod. Även den republikanska presidenten George W. Bush har talat vid konferensen, dock först 2012, det vill säga efter sitt presidentskap.